# Prvenstvo Osječkog nogometnog podsaveza – Osijek 1939./40.
Osječka skupine prvenstva Osječkog nogometnog podsaveza u sezoni 1939./40.  
 
Reorganizacijom sustava natjecanja je ukinut II. razred, te su stoga klubovi iz Osijeka igrali u jednom razredu (skupini). 
Sudjelovalo je devet klubova, a prvak je bio klub "Gvoždar" iz Osijeka. 

## Sustav natjecanja
Devet klubova je igralo dvokružnu ligu (18 kola; 16 utakmica po klubu). 
 
Prvak lige je potom razigravao za prvaka Osječkog podsaveza, koji je potom igrao kvalifikacije za Ligu Banovine Hrvatske. 

## Ljestvica
| mj. | klub             | ut. | pob. | ner. | por. | gol+ | gol- | bod |                     |
| --- | ---------------- | --- | ---- | ---- | ---- | ---- | ---- | --- | ------------------- |
| 1.  | Gvoždar Osijek   | 16  | 12   | 1    | 3    | 56   | 9    | 25  | za prvaka Podsaveza |
| 2.  | Elektra Osijek   | 16  | 10   | 4    | 2    | 41   | 19   | 24  |                     |
| 3.  | Građanski Osijek | 16  | 10   | 3    | 3    | 50   | 19   | 23  |                     |
| 4.  | Hajduk Osijek    | 16  | 9    | 0    | 7    | 43   | 31   | 18  |                     |
| 5.  | Rapid Osijek     | 16  | 8    | 1    | 7    | 38   | 22   | 17  |                     |
| 6.  | Viktorija Osijek | 16  | 7    | 1    | 8    | 22   | 37   | 15  |                     |
| 7.  | Olimpija Osijek  | 16  | 4    | 3    | 9    | 22   | 32   | 11  |                     |
| 8.  | Grafičar Osijek  | 16  | 3    | 3    | 10   | 22   | 52   | 9   |                     |
| 9.  | Makabi Osijek    | 16  | 1    | 0    | 15   | 11   | 84   | 2   |                     |

## Rezultatska križaljka
| kratica | klub             | ELE | GRĐ | GRF | GVO | HAJ | MAK | OLI | RAP | VIK |
| --- | ---------------- | --- | --- | --- | --- | --- | --- | --- | --- | --- |
| ELE | Elektra Osijek   |     |     |     |     |     |     |     |     |     |
| GRĐ | Građanski Osijek |     |     |     |     |     |     |     |     |     |
| GRF | Grafičar Osijek  |     |     |     |     |     |     |     |     |     |
| GVO | Gvoždar Osijek   |     |     |     |     |     |     |     |     |     |
| HAJ | Hajduk Osijek    |     |     |     |     |     |     |     |     |     |
| MAK | Makabi Osijek    |     |     |     |     |     |     |     |     |     |
| OLI | Olimpija Osijek  |     |     |     |     |     |     |     |     |     |
| RAP | Rapid Osijek     |     |     |     |     |     |     |     |     |     |
| VIK | Viktorija Osijek |     |     |     |     |     |     |     |     |     |
| |                  |     |     |     |     |     |     |     |     |     |
| podebljan rezultat - utakmice od 1. do 9. kola (1. utakmica između klubova) rezultat normalne debljine - utakmice od 10. do 18. kola (2. utakmica između klubova) rezultat nakošen - nije vidljiv redoslijed odigravanja međusobnih utakmica iz dostupnih izvora rezultat smanjen * - iz dostupnih izvora nije uočljiv domaćin susreta prekrižen rezultat - poništena ili brisana utakmica p - utakmica prekinuta 3:0 p.f. / 0:3 p.f. - rezultat 3:0 bez borbe n.i. - nije igrano |                  |     |     |     |     |     |     |     |     |     |

 Izvori:

## Za prvaka podsaveza
Sudionici
- Gvoždar Osijek –  prvak Osječke skupine prvenstva Osječkog nogometnog podsaveza
- Građanski Slavonska Požega –  Prvak Provincije Osječkog nogometnog podsaveza za 1938./39. (zbog financijskih razloga se nisu natjecali u prtvenstvu Osječkog nogometnog podsaveza te je odlučeno da sa prvakom Osječke skupine razigravaju za prvaka Osječkog podsaveza)

 Slavonska Požega – tadašnji naziv za Požegu

|              | datum            | par                                         | rezultat | napomene              |
| ------------ | ---------------- | ------------------------------------------- | -------- | --------------------- |
| 1. utakmica  | 16. lipnja 1940. | Gvožđar Osijek - Građanski Slavonska Požega | 0:2      |                       |
| 2. utakkmica | 23. lipnja 1940. | Građanski Slavonska Požega - Gvožđar Osijek | 1:0      | Građanski prvak ONP-a |

- Građanski prvak Osječkog nogometnog podsaveza, te je ostvario plasman u doigravanje za prvenstvo Banovine Grvatske